# Angry Birds (відеогра)
Angry Birds (укр. Сердиті птахи), також ретроспективно відома як Angry Birds Classic (укр. Сердиті птахи: Класика) — казуальна відеогра-головоломка 2009 року, розроблена фінським розробником відеоігор Rovio Entertainment, і перша з серії Angry Birds. Натхненна насамперед ескізом стилізованих безкрилих птахів, гра була спочатку випущена для мобільних пристроїв iOS і Maemo, починаючи з грудня 2009 року, використовуючи сенсорне управління. До жовтня 2010 року 12 мільйонів копій гри було придбано в Apple App Store та Nokia Ovi Store, що спонукало Rovio портувати Angry Birds на інші мобільні пристрої, а також на домашні ігрові приставки, персональні комп'ютери та інші до 2011 року.

## Ігровий процес
Angry Birds — це аркадна гра-головоломка, в якій гравець використовує рогатку, щоб запускати різних птахів у конструкції, створені зі скла, дерева та каменю, з метою знищити всіх зелених свиней, що ховаються всередині. Гра побудована на фізиці, стратегії та розрахунку траєкторії польоту.

### Основні механіки
- Запуск птахів: Гравець натягує рогатку, обирає напрямок і силу пострілу, щоб відправити птаха в політ.
- Фізика руйнувань: Кожен рівень містить конструкції, які можна зруйнувати, використовуючи силу удару птахів або комбінацію їхніх здібностей.
- Різні типи птахів: Кожен птах має унікальні здібності[5]:
  - Ред: звичайний, без особливих можливостей.
  - Джей, Джек і Джим: розділяється на три менші пташки.
  - Чак: прискорюється під час польоту, що дозволяє пробивати дерев’яні перешкоди.
  - Бомб: вибухає, як бомба.
  - Матильда: скидає вибухові яйця.
  - Гал: може повертатися назад, як бумеранг.
- Оцінка рівня: За кожен рівень гравець отримує до трьох зірок залежно від ефективності (кількість використаних птахів, руйнування конструкцій)[6].
- Прогресія та складність: Із кожним новим рівнем конструкції стають складнішими, а свині — краще захищеними[6].

## Оновлення
| ОС                       | Версія  | Poached Eggs | Mighty Hoax | Danger Above | Poached Eggs | Ham 'Em High | Mine and Dine | Birdday Party | Surf and Turf | Bad Piggies | Red’s Mighty Feathers | Short Fuse | Flock Favorites | Red Saves Lives (видалена) | Birdday 5 | Chrome Dimension (видалена) |
| ------------------------ | ------- | ------------ | ----------- | ------------ | ------------ | ------------ | ------------- | ------------- | ------------- | ----------- | --------------------- | ---------- | --------------- | -------------------------- | --------- | --------------------------- |
| iOS                      | 6.1.0   | Так          | Так         | Так          | Так          | Так          | Так           | Так           | Так           | Так         | Так                   | Так        | Так             | Так                        | Так       | Ні                          |
| Android                  | 6.1.0   | Так          | Так         | Так          | Так          | Так          | Так           | Так           | Так           | Так         | Так                   | Так        | Так             | Ні                         | Так       | Ні                          |
| Windows Phone            | 5.0.0   | Так          | Так         | Так          | Так          | Так          | Так           | Так           | Так           | Так         | Так                   | Так        | Так             | Ні                         | Так       | Ні                          |
| Windows (видалена)       | 4.0.0   | Так          | Так         | Так          | Так          | Так          | Так           | Так           | Так           | Так         | Так                   | Так        | Ні              | Ні                         | Ні        | Ні                          |
| OS X                     | 4.0.0   | Так          | Так         | Так          | Так          | Так          | Так           | Так           | Так           | Так         | Так                   | Так        | Ні              | Ні                         | Ні        | Ні                          |
| Symbian³                 | 2.0.2   | Так          | Так         | Так          | Так          | Так          | Так           | Так           | Ні            | Ні          | Ні                    | Ні         | Ні              | Ні                         | Ні        | Ні                          |
| Maemo 5                  | 1.4.2   | Так          | Так         | Так          | Так          | Ні           | Ні            | Ні            | Ні            | Ні          | Ні                    | Ні         | Ні              | Ні                         | Ні        | Ні                          |
| MeeGo 1.2 Harmattan      | 1.6.4   | Так          | Так         | Так          | Так          | Так          | Так           | Ні            | Ні            | Ні          | Ні                    | Ні         | Ні              | Ні                         | Ні        | Ні                          |
| WebOS                    | 1.5.3   | Так          | Так         | Так          | Так          | Так          | Ні            | Ні            | Ні            | Ні          | Ні                    | Ні         | Ні              | Ні                         | Ні        | Ні                          |
| Sony PS3/PSP             | 1.5.0   | Так          | Так         | Так          | Так          | Ні           | Ні            | Ні            | Ні            | Ні          | Ні                    | Ні         | Ні              | Ні                         | Ні        | Ні                          |
| Google Chrome (видалена) | 2.3.3.2 | Так          | Так         | Так          | Так          | Так          | Ні            | Ні            | Ні            | Ні          | Ні                    | Ні         | Ні              | Ні                         | Ні        | Так                         |
| Fuji TV                  | 1.0.2   | Так          | Ні          | Ні           | Ні           | Ні           | Ні            | Ні            | Ні            | Ні          | Ні                    | Ні         | Ні              | Ні                         | Ні        | Ні                          |
| Blackberry Playbook      | 2.3.0   | Так          | Так         | Так          | Так          | Так          | Так           | Так           | Так           | Так         | Ні                    | Ні         | Ні              | Ні                         | Ні        | Ні                          |

## Сприйняття

### Відгуки
| Агрегатор  | Оцінка                  |
| ---------- | ----------------------- |
| Metacritic | iOS: 80/100 PSP: 77/100 |

| Видання  | Оцінка                                  |
| -------- | --------------------------------------- |
| AllGame  | [ 9 ]                                   |
| GameZone | iOS: 8.0/10                             |
| IGN      | iOS: 8.0/10 PSP: 7.5/10 Android: 8.0/10 |

У рецензіях Angry Birds була високо оцінена критиками. Кріс Голт з Macworld назвав гру «захопливою, розумною і складною головоломкою», а Кіт Ендрю з Pocket Gamer сказав, що Angry Birds — це «самородок чистоти головоломки, який подається з великим задоволенням». Джонатан Лю з Wired News написав, що «прагнення отримати максимальну кількість зірок, безумовно, додає багато можливостей для повторного проходження досить об'ємної гри».
Відгуки на перші версії гри, які не використовували сенсорний екран, PlayStation 3/PSP та Windows, також були позитивними, але з деякими розбіжностями щодо різних інтерфейсів. Вілл Ґрінвальд з журналу PC Magazine у своєму огляді версії для PlayStation Network зазначив, що схема управління на цих платформах хороша, «але вона не настільки приємна, як сенсорний екран у версіях для смартфонів», і що версія для PlayStation 3 виглядає «громіздкою та неприємною, наче екран смартфона, збільшений до розміру HDTV». І навпаки, Ґреґ Міллер з IGN віддав перевагу аналоговому управлінню версії для PSP, сказавши, що воно «дало мені крихітні варіації в управлінні, які я не відчуваю, коли натискаю своїм товстим пальцем на екран». Позитивно оцінюючи гру, Міллер підсумував: «Не можна заперечувати, що Angry Birds — це весело, але її не завадило б відшліфувати — наприклад, чіткіші візуальні ефекти, краща ціна і плавніший екшн». Дем'єн Макферрін з британського сайту Electric Pig зробив огляд версії для ПК, зазначивши, що «метод управління за допомогою миші має багато переваг над аналогом, що працює за допомогою пальців».
Критик ігор Кріс Шиллер з Eurogamer.net також критично оцінив Angry Birds як гру, яка «зневажливо ставиться до своїх гравців, тримаючи їх достатньо роздратованими, щоб вони не вимкнули гру і не пішли грати в щось інше».

### Нагороди
У лютому 2010 року Angry Birds була номінована на нагороду «Найкраща казуальна гра» на 6-й щорічній церемонії International Mobile Gaming Awards у Барселоні, Іспанія. У вересні 2010 року IGN назвав Angry Birds четвертою найкращою грою для iPhone усіх часів. У квітні 2011 року Angry Birds отримала нагороди «Найкращий ігровий додаток» та «Додаток року» на британській премії Appy Awards. 2011 року на церемонії вручення премії Webby Awards Angry Birds була визнана «Найкращою грою для кишенькових пристроїв».
На 14-й щорічній церемонії нагородження Interactive Achievement Awards (тепер відома як D.I.C.E. Awards) Angry Birds HD була нагороджена як «Казуальна гра року», а також отримала номінації «Видатні інновації в іграх» і «Гра року». Це перша гра для мобільних пристроїв в історії церемонії, яка була номінована на звання «Гра року».

## Продовження
Оригінальна гра Angry Birds породила низку спінофів та наступників. 27 вересня 2012 року перший спіноф Angry Birds, Bad Piggies, був випущений для мобільних пристроїв, для Windows і Mac, для BlackBerry 10 у жовтні 2013 року і для Windows Phone у 2014 році. У 2015 році вийшло пряме продовження під назвою Angry Birds 2, в якому з'явилися дві нові пташки: сокіл Сільвер і папуга Мелоді, а також свин Леонард, який вперше з'явився у мультфільмі «Angry Birds у кіно».